# Oppressor
Oppressor to amerykańska grupa muzyczna wykonująca skomplikowaną technicznie odmianę death metalu z wpływami grindcore. Powstała 1990 roku w Chicago w stanie Illinois w USA. Około rok przed rozwiązaniem Tim King, Tom Schofield, Adam Zadel oraz znanym z występów w grupie Broken Hope gitarzystą Shaunem Glassem utworzyli grupę SOiL w której występują do dziś.

## Dyskografia
- 1991 World Abomination (Demo)
- 1993 As Blood Flows (Demo)
- 1994 Oppressor (EP)
- 1994 Solstice of Oppression (LP)
- 1995 European Oppression Live / As Blood Flows (EP)
- 1996 Agony (LP)
- 1998 Elements of Corrosion (LP)